# Осунден (озеро, Вестра-Гёталанд)
Эта статья об озере в провинции Вестра-Гёталанд. Об озере в провинции Эстергётланд см. Осунден (озеро, Эстергётланд).
Осунден (швед. Åsunden) — озеро в Швеции, административно относится к лену Вестра-Гёталанд, разделено между коммунами Ульрисегамн и Транему.
Расположено на высоте 163,8 метра над уровнем моря, занимает площадь 18 км². Длина озера — 15 км, ширина — 1-2 км. Максимальная глубина достигает 39,5 м, средняя глубина равна 12,4 м. Впадающая и вытекающая река — Этран.
К югу от Осундена, соединённое с ним протокой, лежит озеро Иттре-Осунден.
19 января 1520 года на льду озера и его берегах произошла крупная битва: десятитысячная армия Стена Стуре Младшего дала бой такой же по численности датской армии под командованием Отте Крумпена. Шведы потерпели поражение, и в том же году король Дании стал королём Швеции.